# Leanid Kowiel
Leanid Leanidawicz Kowiel, biał. Леанід Леанідавіч Ковель, Leanid Leanidavič Koviel; ros. Леонид Леонидович Ковель, Leonid Leonidowicz Kowiel (ur. 29 lipca 1986 w Smorgonie, Białoruska SRR) – białoruski piłkarz, grający na pozycji napastnika, reprezentant Białorusi.

## Kariera piłkarska

### Kariera klubowa
Wychowanek RWAR Mińsk, w barwach którego rozpoczął karierę piłkarską. W 2004 został zaproszony do Dynama Mińsk, w którym wkrótce został jednym z najlepszych strzelców. W lutym 2007 piłkarz został wypożyczony do 31 grudnia 2007 do ukraińskiego klubu Karpaty Lwów. 1 lutego 2008 roku podpisał nowy kontrakt z Karpatami, chociaż piłkarz ogłosił, że żadnego kontraktu nie podpisywał, a wkrótce przeszedł do rosyjskiego zespołu Saturn Ramienskoje, przez co powstał skandal, a ukraiński klub ogłosił przejście to nielegalnym. Sprawa ciągnęła się długo, początkowo do lata, a następnie do września 2008. Dlatego do lata 2008 piłkarz grał w drużynie młodzieżowej Saturna, a dopiero później rozpoczął występy w podstawowym składzie Saturna. Ostatecznie, zarówno FIFA i Sąd arbitrażowy w Lozannie uznał prawidłowość lwowskiego klubu. Po rozformowaniu Saturna jako wolny agent powrócił w 2011 do Dynama Mińsk. W lutym 2012 przeszedł do FK Mińsk. W styczniu 2013 wyjechał do Kazachstanu, gdzie występował w Irtyszu Pawłodar. Otrzymał kontuzję i latem 2013 powrócił do FK Mińsk. W lutym 2014 nie zwracając uwagi na wcześniejsze konflikty podpisał 3-letni kontrakt z Karpatami. Jednak nie zagrał żadnego meczu i w końcu maja 2014 opuścił lwowski klub.

### Kariera reprezentacyjna
W 2004 zadebiutował w reprezentacji Białorusi. Ogółem wystąpił 4 razy.

## Sukcesy i odznaczenia

### Sukcesy klubowe
- mistrz Białorusi: 2004
- wicemistrz Białorusi: 2005

### Sukcesy indywidualne
- najlepszy piłkarz Karpat Lwów: 2007